# Mawalan Marika
Pour les articles homonymes, voir Marika.
Mawalan Marika, également connue sous le nom de Mawalan 1 Marika (Yirrkala, c. 1908 - 1967), est un artiste aborigène australien connu pour ses peintures sur écorce, ses sculptures et son activisme politique.
Il est le chef du clan Rirratjingu (en) du peuple Yolngu de la Terre d'Arnhem, dans le Territoire du Nord de l'Australie et a eu un rôle prépondérant dans l'obtention de droits fonciers pour les Aborigènes.

## Biographie

### Racines aborigènes
Mawalan Marika naît vers 1908 à Yirrkala, une communauté aborigène de la Terre d'Arnhem (péninsule de Gove), dans le Territoire du Nord, en Australie. Il appartient à la fraction Dhuwa du clan Rirratjingu (en) dans la patrie de Yalangbara (en), l'une des deux moitiés de la Terre d'Arnhem,. Son nom vient du mawalan, le bâton fouisseur utilisé par les Djang'kawu dans le récit de la Création du clan Rirratjingu. Il a trois frères, Mawalan, Milirrpum, Roy et une sœur, Dhunggala Marika

### Carrière
Marika réalise dans sa carrière plus de 40 œuvres, dont beaucoup se trouvent dans des collections d'art de musées ou de collectionneurs privés. Dans les années 1950, il aide à créer un environnement commercial de peinture sur écorce à la mission méthodiste de Yirrkala et collabore à la création des panneaux de l'église de Yirrkala en 1963. L'un des traits figuratifs de Marika est qu'il peint souvent les sœurs Djang'kawu, qui sont censées être les êtres les créatrices de la fraction Dhuwa. La famille Marika se considère comme la descendante directe des Djang'kawu. Mawalan crée une série entière de tableaux détaillant le voyage des sœurs Djang'kawu dans le pays. Une collection de peintures sur écorce de Marika intitulée Djan'kawu story (1959) est conservée par la Galerie d'art de Nouvelle-Galles du Sud.
En plus d'être connu pour ses peintures sur écorce, Marika avait un haut niveau d'habileté dans la sculpture. Ses sculptures sont proprement peintes avec des motifs claniques et finies avec des plumes, des cheveux humains ou d'autres accessoires naturels de ce genre.
Son style est caractéristique de la fraction Dhuwa, avec de nombreux points, des lignes diagonales et des formes géométriques/diamantines,. L'une des innovations pour lesquelles Marika est crédité est l'utilisation de peintures d'écorce épisodiques ou de style panneau et la rupture avec l'utilisation du rarrk en utilisant des techniques de points et des éléments plus figuratifs. Une caractéristique notable de nombre de ses peintures est l'utilisation frappante de l'ocre jaune, qui est très présente dans toutes ses œuvres, qu'elles soient sculptées ou peintes. Beaucoup de ses œuvres traitent de sujets liés à l'histoire de ses ancêtres, aux scènes de la vie quotidienne et aux cérémonies du clan.

### Activisme
En plus d'être un atout important pour de nombreux anthropologues, dont Charles P. Mountford et Ronald Berndt (en), il est l'un des militants politiques les plus en vue de son époque. Mawalan et ses quatre frères mènent les autres clans en présentant les pétitions sur l'écorce de Yirrkala (en) au gouvernement australien en 1963, dans la perspective de l'affaire des droits fonciers de Gove (en) en 1971,,. Cette affaire a finalement conduit à l'adoption de la première législation sur les droits fonciers aborigènes en Australie (en).

### Transmission
Mawalan Marika a cinq enfants : Dhuwarrwarr, Wandjuk, Banduk (tous trois artistes et activistes), ainsi que Bayngul et Laklak. Alors que sa santé se détériore lentement, il rompt avec la tradition, en enseignant la peinture des motifs sacrés madayin du clan à ses filles — une pratique jusqu'alors réservée aux hommes. Selon l'anthropologue britannique Howard Morphy (en) et Dhuwarrwarr Marika, celle-ci pourrait être la première femme Yolngu à avoir reçu l'autorisation de peindre des motifs sacrés par elle-même,.
Marika a plaidé pour l'enseignement de la culture Yolŋu à l'ensemble de la population australienne, et a négocié la fondation d'une mission méthodiste à Yirrkala en 1935. L'une des façons dont il a essayé d'encourager cette transmission de connaissances a été l'établissement d'une production commerciale de peintures sur écorce par le biais de la mission.

## Conservation de ses œuvres
- Australie
  - Galerie d'art de Nouvelle-Galles du Sud (Sydney)[2]
  - Galerie nationale d'Australie (Canberra)[16]
  - Musée national du Victoria (Melbourne)[17]